# Stade de la Meinau
Het stadion Stade de la Meinau werd in 1914 gebouwd op een door bomen omgeven plek in Jardin Haemmerlé in Straatsburg die FC Frankonia vanaf 1906 als voetbalveld gebruikte. FC Neubourg (een voorganger van RC Strasbourg) nam de plek in 1914 over om er een voetbalstadion te bouwen en haar wedstrijden te spelen.

## Geschiedenis
In het stadion werden wedstrijden gespeeld voor het wereldkampioenschap voetbal 1938 en Europees kampioenschap voetbal 1984. KV Mechelen veroverde er de Europacup II 1987/88 door Ajax in de finale met 1-0 te verslaan. Het stadion is ook gebruikt voor andere sportwedstrijden en evenementen, zoals concerten van U2 in 1993 en Pink Floyd in 1994.

### EuroStadium
Op 5 juni 2008 werden in het Europees Parlement plannen gepresenteerd voor de bouw van een nieuw stadion in Eckbolsheim door projectontwikkelaar Hammerson. Deze plannen werden mede gebruikt als ondersteuning van de Franse kandidatuur voor het Europees kampioenschap voetbal in 2016. Het nieuwe stadion, EuroStadium genaamd, zou het Stade de la Meinau vervangen en als thuisbasis dienen voor RC Strasbourg. In de zomer van 2009 werd het project afgeblazen nadat bekend werd dat Hammerson het niet kon bekostigen zonder overheidssteun. Om toch als speelstad voor het EK in aanmerking te komen, kondigde de gemeente Straatsburg aan om de capaciteit van het Stade de la Meinau uit te breiden en dat stadion te moderniseren zodat het aan de vereisten van de UEFA zou voldoen. Na een periode van sportieve en fiscale malaise ging RC Strasbourg echter failliet in 2011, waardoor het de status van profvoetbalclub verloor en van Ligue 2 naar de vijfde klasse werd gezet. De plannen om het stadion te verbouwen, vonden derhalve geen doorgang. In het seizoen 2017-18 na vele promoties speelt de club weer op het hoogste niveau in de Ligue 1.

## Interlands
| № | Datum        | Wedstrijd                 | Uitslag | Competitie             | Toeschouwers |
| - | ------------ | ------------------------- | ------- | ---------------------- | ------------ |
| 1 | 5 juni 1938  | Brazilië – Polen          | 6 – 5   | WK 1938 1e ronde       | 13.452       |
| 2 | 14 juni 1984 | West-Duitsland – Portugal | 0 – 0   | EK 1984 Groepsfase (B) | 44.707       |
| 3 | 19 juni 1984 | Denemarken – België       | 3 – 2   | EK 1984 Groepsfase (A) | 36.911       |

Stade du Fort Carré (Antibes) · Stade Vélodrome (Marseille) · Stade Municipal (Le Havre) · Stade Victor Boucquey (Lille) · Stade olympique Yves-du-Manoir (Parijs) · Parc des Princes (Parijs) · Stade Auguste-Delaune (Reims) · Stade de la Meinau (Straatsburg) · Parc Lescure (Bordeaux) · Stade Chapou (Toulouse)
Stade Raymond-Kopa (Angers) ·
Matmut Atlantique (Bordeaux) ·
Stade Francis-Le Blé (Brest) ·
Stade Gabriel Montpied (Clermont) ·
Stade Bollaert-Delelis (Lens) ·
Stade Pierre-Mauroy (Lille) ·
Stade du Moustoir (Lorient) ·
Parc Olympique Lyonnais (Lyon) ·
Stade Vélodrome (Marseille) ·
Stade Saint-Symphorien (Metz) ·
Stade Louis II (Monaco) ·
Stade de la Mosson (Montpellier) ·
Stade de la Beaujoire (Nantes) ·
Allianz Riviera (Nice) ·
Parc des Princes (PSG) ·
Stade Auguste-Delaune (Reims) · 
Roazhon Park (Rennes) ·
Stade Geoffroy-Guichard (Saint-Étienne) ·
Stade de la Meinau (Strasbourg) ·
Stade de l'Aube (Troyes)
Stade François Coty (Ajaccio) ·
Stade de la Licorne (Amiens) ·
Stade de l'Abbé-Deschamps (Auxerre) ·
Stade Armand Cesari (Bastia) ·
Stade Michel d'Ornano (Caen) ·
Stade Gaston Gérard (Dijon) ·
Stade Marcel-Tribut (Dunkerque) ·
Stade des Alpes (Grenoble) ·
Stade du Roudourou (Guingamp) ·
Stade Océane (Le Havre) ·
Stade Marcel Picot (Nancy) ·
Stade des Costières (Nîmes) ·
Stade René Gaillard (Niort) ·
Stade Charléty (Paris) · 
Nouste Camp (Pau) ·
Stade Paul-Lignon (Rodez) ·
Stade Robert-Diochon (Quevilly-Rouen) ·
Stade Auguste Bonal (Sochaux) ·
Stadium Municipal (Toulouse) · 
Stade du Hainaut (Valenciennes)
Stade de France (Frans nationaal stadion) ·
Parc des Sports d'Avignon (Avignon) ·
Stade Gaston Petit (Châteauroux) ·
Stade Dominique Duvauchelle (Créteil) ·
Parc des Sports d'Annecy (Annecy) ·
Stade Ange Casanova (Gazélec Ajaccio) ·
Stade Francis-Le Basser (Laval) ·
Stade de la Source (Orléans) ·
Stade Bauer (Red Star) ·
Stade Jean-Bouin (Stade français) ·
Stade de la Vallée du Cher (Tours)